# Campionati del mondo di ciclocross 2013 - Gara maschile Junior
La trentacinquesima edizione della gara maschile Junior dei Campionati del mondo di ciclocross 2013 si svolse il 2 febbraio 2013 con partenza ed arrivo da Louisville negli Stati Uniti, su un percorso totale di 16,8 km. La vittoria fu appannaggio dell'olandese Mathieu van der Poel, il quale terminò la gara in 40'47", precedendo il connazionale Martijn Budding e il ceco Adam Ťoupalík terzo.
I corridori che presero il via furono 33, mentre coloro che completarono la gara furono 30.

## Squadre partecipanti
| N. atleti | Cod. | Squadra       |
| --------- | ---- | ------------- |
| 5         | BEL  | Belgio        |
| 4         | CAN  | Canada        |
| 3         | CZE  | Cechia        |
| 3         | FRA  | Francia       |
| 1         | GER  | Germania      |
| 4         | GBR  | Gran Bretagna |

| N. atleti | Cod. | Squadra     |
| --------- | ---- | ----------- |
| 3         | ITA  | Italia      |
| 1         | JPN  | Giappone    |
| 3         | NLD  | Paesi Bassi |
| 1         | SUI  | Svizzera    |
| 5         | USA  | Stati Uniti |

## Ordine d'arrivo (Top 10)
| Pos. | Corridore            | Squadra     | Tempo   |
| ---- | -------------------- | ----------- | ------- |
| 1    | Mathieu van der Poel | Paesi Bassi | 40'47"  |
| 2    | Martijn Budding      | Paesi Bassi | a 57"   |
| 3    | Adam Ťoupalík        | Rep. Ceca   | a 1'19" |
| 4    | Logan Owen           | Stati Uniti | a 1'23" |
| 5    | Nicolas Cleppe       | Belgio      | a 1'25" |
| 6    | Dominic Grab         | Svizzera    | a 1'33" |
| 7    | Yannick Peeters      | Belgio      | a 1'38" |
| 8    | Quinten Hermans      | Belgio      | a 1'47" |
| 9    | Ben Boets            | Belgio      | a 2'02" |
| 10   | Léo Vincent          | Francia     | a 2'33" |